# Antony Martinet
Antony Martinet, né le 7 septembre 1836 à Issoudun (Indre) et mort le 24 août 1931 à Graçay (Cher), est un homme politique français.

## Biographie
Après une carrière dans la haute fonction publique qui l'amène jusqu'aux postes de préfet et de commissaire du gouvernement auprès de conseil de préfecture de la Seine, il s'installe à Graçay et se faire élire conseiller général du canton de Graçay de 1892 à 1910.
Il est sénateur du Cher de 1909 à 1921. Inscrit au groupe de la Gauche démocratique, c'est un parlementaire très actif, notamment sur les questions fiscales.